# Charles Drennan
Pour les articles homonymes, voir Drennan.
Charles Edward Drennan (né le 23 août 1960 à Christchurch en Nouvelle-Zélande) est un prélat catholique néo-zélandais qui fut évêque de Palmerston North, à partir du  22 février 2012. Sa démission est acceptée par le pape François le 4 octobre 2019 après la plainte d'une jeune femme non mineure pour « comportement de nature sexuelle » inapproprié.

## Biographie

### Formation
Charles Drennan est élevé par un père anglican et une mère catholique. Il étudie à la Ilam School de Christchurch, puis à la St Teresa's School de Riccarton, à la Kirkwood Intermediate School, puis au Christ's College de Christchurch. À la St Teresa's School, il a 9 ans lorsqu'un enseignant lui fait lire Promises to Keep du Dr Tom Dooley à propos de la guerre du Vietnam. Ce livre le marque profondément et l'ouvre selon ses dires à la vocation sacerdotale.
Après l'université, Charles Drennan passe trois ans à voyager et travaille dans une maison de la fondation Ryder-Cheshire en Inde qui s'occupe de tuberculeux, de nécessiteux et d'enfants dont les parents sont lépreux. C'est alors qu'il prend la décision de devenir prêtre. Il entre donc au Holy Cross College de Mosgiel, tenu autrefois par les lazaristes pour deux années d'études, puis il est envoyé par son évêque, Basil Meeking (en), à Rome compléter son cursus à l'Université pontificale urbanienne. Ensuite, il étudie à la Grégorienne.

### Prêtre
Charles Drennan est ordonné prêtre à Rome pour le diocèse de Christchurch, le 14 juin 1996. Il est aussi agrégé comme rosminien en faisant partie de l'Institut de la Charité (rosminiens) en tant que prêtre diocésain. Il retourne en Nouvelle-Zélande et effectue un service paroissial à Hoon Hay et à Timaru.
Après ses études post-universitaire à Rome, il fait partie de l'équipe enseignante du Holy Cross Seminary et du Good Shepherd College d'Auckland. Il est ensuite invité à travailler au Secrétariat d'État du Saint-Siège pendant sept ans. Son rôle consiste à écrire des discours et des allocutions en anglais du pape. C'est à l'époque des dernières années de pontificat de saint Jean-Paul II et des quatre premières années de pontificat de Benoît XVI.
Charles Drennan affirme que travailler au Vatican aura été pour lui une expérience « intense, de grande concentration et très stimulante. J'y ai rencontré des personnes merveilleuses : des prêtres et des laïcs travaillant au Vatican ». C'est à la demande de Barry Jones (en) que Charles Drennan retourne à Christchurch en 2010. Avant de quitter Rome, il accompagne Benoît XVI dans son voyage pastoral en République tchèque (26 septembre au 28 septembre 2010) au cours duquel le souverain pontife évoque avec lui dans une conversation l'état de l'Église en Nouvelle-Zélande, minée par l'indifférentisme religieux de la société néo-zélandaise. Il reçoit arrivé à Christchurch le titre de Monseigneur et la charge de chancelier diocésain du diocèse de Christchurch.
Charles Drennan  devient en plus administrateur de la cathédrale du Très-Saint-Sacrement de Christchurch (fermée à cause du tremblement de terre de 2010 et à moitié détruite par un autre tremblement de terre en 2011) pour des questions de restauration, curé de la paroisse Sainte-Anne de Woolston et président du conseil des prêtres du diocèse.

### Évêque

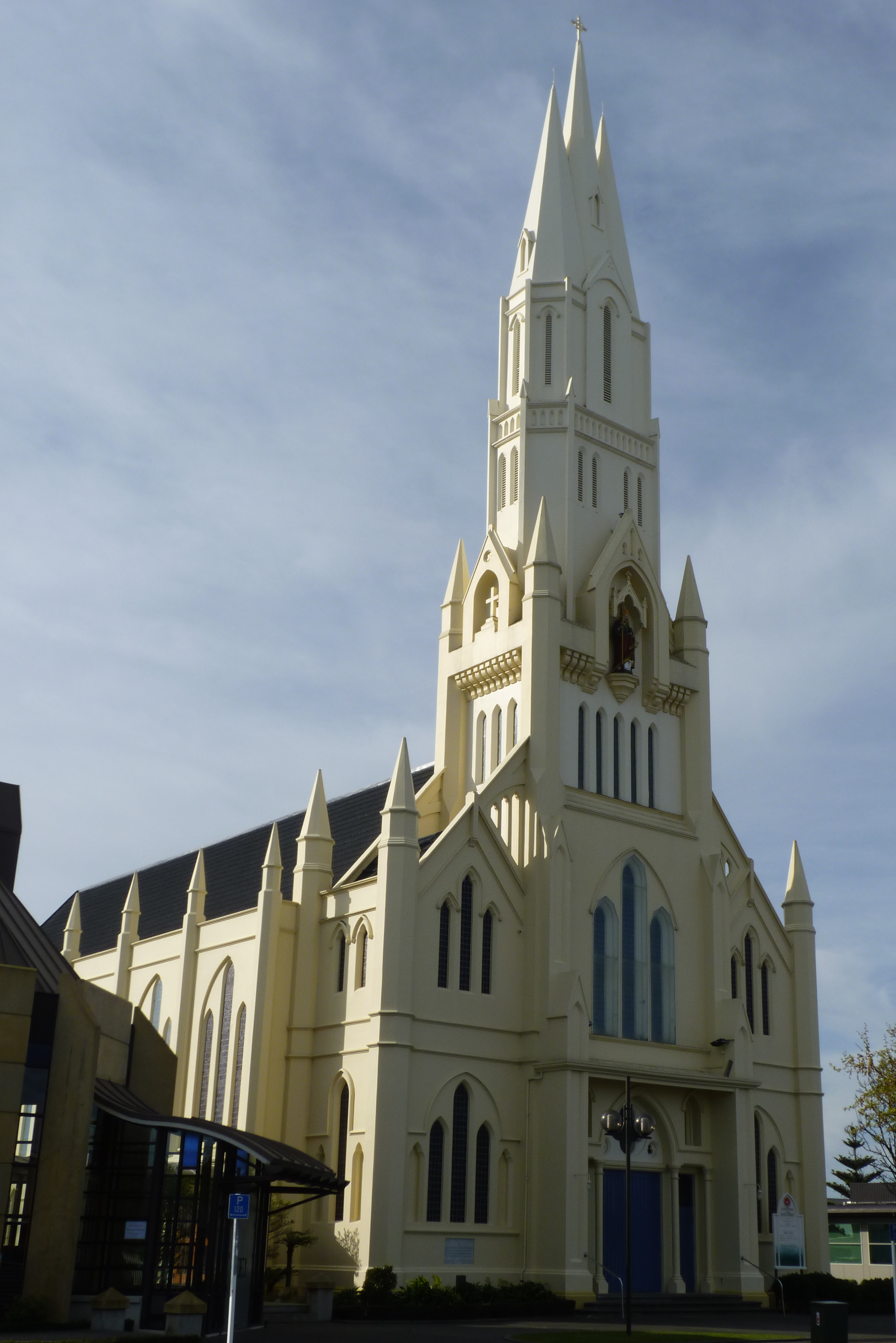
Cathédrale du Saint-Esprit de Palmerston North.

Charles Drennan est nommé évêque coadjuteur de Palmerston North par Benoît XVI, le 22 février 2011. Il reçoit la consécration épiscopale le 11 juin 2011 à la cathédrale du Saint-Esprit de Palmerston North des mains de Peter Cullinane de Palmerston North. Drennan succède à Peter Cullinane (qui se retire pour raison d'âge) le 22 février 2012. Il est installé le 17 mars suivant.
Drennan est membre du comité exécutif de la fédération des conférences épiscopales d'Océanie et membre du comité de direction du New Zealand Catholic Education Office Ltd. Il est aussi de droit membre de la conférence épiscopale de Nouvelle-Zélande. Sa devise est Caritas congaudet veritati,.

### Allégations d'abus sexuel
Sa démission est acceptée par le pape François le 4 octobre 2019, après la plainte d'une jeune femme non mineure pour « comportement de nature sexuelle » inapproprié. Il est alors nommé administrateur apostolique du diocèse de Palmerston North,.

## Approches

### Justice sociale
Drennan rejoint le 7 mars 2015 les manifestants et les syndiqués de Palmerston North qui s'opposent à l'Accord de partenariat transpacifique (Trans-Pacific Partnership, TPP). Dans un discours adressé aux cinq cents manifestants sur la grande place de la ville (The square), il déclare : « La liberté absolue n'est pas dans nos intérêts ». « Le milieu des affaires mondial n'a certainement pas le droit d’accaparer, dans ses propres intérêts, le devoir d'un gouvernement élu de gouverner l'économie d'une nation en accord avec les souhaits des citoyens de cette nation ». Il dénonce aussi le fait que les négociations du TPP se soient tenues en secret. Ce traité controversé prend effet le 30 décembre 2018.